# 瑞穂事件
瑞穂事件（みずほじけん）とは、ポツダム宣言受諾後のソ連対日侵攻のなか、1945年8月20日から8月23日にかけて南樺太の真岡市東方40kmにある真岡郡清水村瑞穂 (ホルムスク市管区パジャルスコエ)で起こった朝鮮人虐殺事件のこと。戦後、ソ連司法当局により捜査が行われ、殺害に関与した日本人が有罪判決を受けた。瑞穂虐殺事件、瑞穂村虐殺事件ともいう。

## 事件の経緯
1945年8月11日、ソ連軍は日ソ中立条約を一方的に破棄し、南樺太への侵攻を開始した（樺太の戦い）。敷香町北部では国境を越えてきたソ連軍と日本軍（大日本帝国軍のこと。以降も同様）との戦闘が、日本（大日本帝国のこと。以降も同様）のポツダム宣言受諾後の8月15日以降も続いていた。
ロシアに残る資料によると、日本人たちは、呼び出した一人の朝鮮人をまず惨殺し、さらに朝鮮人を皆殺しにする計画を立て、翌日、三人を殺害し、ますます凶暴になって、朝鮮人が住む住居を襲った。日本人の細川博が後のソ連軍の裁判で行った証言記録によると、逃げて出てきた朝鮮人をサーベルでたたき切り、仲間とともに女子供・高齢者も同じように殺した。こうして朝鮮人27人が虐殺された。
崔吉城の論文によれば、この事件は以下のように進展した。南樺太の日本軍はソ連のスパイに対処するために、樺太少数民族（ウィルタ・ニヴフ・アイヌ）を利用して諜報活動を行っていたが、スパイに朝鮮人を起用することは少なかった。この状況はソ連領であった北樺太でも同様で、ソ連は朝鮮人が日本人と見分けがつきにくく、日本のスパイであるという疑念を払うことができなかった。1937年になると、ソ連は沿海州と北樺太の朝鮮人を中央アジアに強制移住させた（高麗人）。
事件の起きた地域では日本人と朝鮮人は混在して生活しており、朝鮮人は日本人農家の小作人や村の土木事業などを請け負う労働者として働いていた。瑞穂村の日本人は朝鮮人らをソ連のスパイではないか、事態に乗じて略奪をするのではないかと疑い、近所の朝鮮人らを抹殺することを決意した。8月20日から8月23日にわたって27人の朝鮮人が惨殺された。
また、崔吉城は事件の背景として、樺太に入植した日本人が拳銃などを所持し、準武装していたことを挙げている。清水村瑞穂では在郷軍人会と青年会が日本人だけで組織されており、その会員は全員武器を所持して武装化していたことが原因であるとしている。
林えいだいによると、瑞穂事件では、事件後ソ連側の捜査が行われ、ウラジオストクで軍事裁判が行われた。捜査記録の他、エ・エム・グドユーフ主法鑑査官の検証報告や、日本人被告人の法廷陳述などを証拠として、7名に死刑判決が下された。
また林は、ガポニエンコ・コンスタンチン・エロフェエビッチが、1987年シベリア・ホムスクのKGBで、検事調書・死体発掘写真・死体鑑定書・判決文などを入手し、ソ連共産党機関紙『コミュニスト』に5回にわたって連載記事を書いたとしている。
吉武輝子の『置き去り―サハリン残留日本女性たちの六十年』によれば、現地に慰霊碑があるが、碑文はロシア語と朝鮮語でのみ書かれ、日本語はなかったという。また、内幌の炭坑長は事件の責任を感じて自殺したとされている。

### 研究
ロシアのノンフィクション作家コンスタンチン・ガポネンコ、日本のノンフィクション作家林えいだい、韓国の社会人類学者崔吉城、日本人ジャーナリスト片山通夫らによる研究がある。

### 『運命の22日間〜千島・樺太はこうして占領された〜』
2011年12月8日にNHK BSプレミアムが放映した『運命の22日間〜千島・樺太はこうして占領された〜』の中で、栗山昭二が瑞穂事件の元被告としてインタビューに応えた。ガポネンコの著書『樺太・瑞穂村の悲劇』では栗山について「その後の消息については、データなし」と記載されていたが、崔吉城がその番組担当者に資料を提供し、TVのインタビューに出演した栗山の写真を北海道大学名誉教授井上紘一に送ったところ、彼は「よかった!」、「生きておられたのだ!」との感慨をもった、という。

## 新資料による近年の再検証
2025年8月、毎日新聞はロシア政府が機密解除したソ連当局の捜査資料などに基づき、南樺太各地で1945年8月から9月初旬にかけて日本人による朝鮮人虐殺事件が相次いで発生していたことを報じた。既に知られていた上敷香事件や本事件（瑞穂事件）に加え、8月15日に鵜城（現オルロウォ）でソ連軍の空襲中に信号を送ったとするスパイ容疑をかけられた朝鮮人男性が日本軍人8人に銃殺され、遺体が日本人住民27人により銃剣で突き刺される事件、北東部の散頃（現ネルピチェ）で同日、義勇隊に所属する朝鮮人男性が武装要求を理由に銃殺される事件、9月初旬に武器の隠匿場所をソ連軍に通報する恐れがあると疑われた朝鮮人男性が銃殺される事件などが明らかになった。これらはいずれもソ連当局によって捜査され、関与した日本人への事情聴取や遺体捜索が行われたという。
同紙はまた、瑞穂事件の詳細についても証言や資料をもとに報じた。記事によれば、当時の瑞穂集落では「朝鮮人が赤軍のスパイ行為をしている」との流言が広まり、元軍人の指示や住民間の申し合わせにより、男性のみならず女性や子どもも殺害の対象となった。事件後、ソ連当局は1946年に10 - 40代の男性18人を軍事裁判にかけ、7人が死刑、11人が禁錮10年の刑を受けてシベリアに送られた。抑留者のうち少なくとも3人は収容中に死亡したとされる。

## 関連研究
- 朴亨柱『サハリンからのレポート』民涛社、1990年12月20日、ISBN 4-275-01407-3
- 写真:伊藤孝司、解説高木健一『写真記録 樺太棄民 残された韓国・朝鮮人の証言』ほるぷ出版、1991年8月1日、ISBN 4-593-53342-2
- 林えいだい『地図にないアリラン峠』明石書店、1994年7月30日、ISBN 4-7503-0618-5
- 片山通夫  『追跡！　あるサハリン残留朝鮮人の生涯』凱風社、2010年8月10日、ISBN 978-4773634051

## 関連作品
- 『戦争証言スペシャル　運命の22日間〜千島・サハリン（樺太）はこうして占領された〜』 2011年12月8日放送 (108分)